# Symphonic metal
Metal simfonic sau symphonic metal este un subgen al muzicii heavy metal, care are elemente de simfonie, împrumutate de la alte genuri muzicale (de ex. muzică clasică, rock progresiv), dar, de obicei cu mai multe claviaturi sau chitare acustice și tipic o vocalistă feminină de operă.
Deși multe trupe de metal simfonic își bazează solid stilul lor pe muzica clasică, unele urmează o abordare mai epică și mai teatrală spre acest gen incluzând sau bazându-și stilul pe muzică de film sau coloane sonore de film. Un exemplu popular al acestui tip de abordare ar fi lucrările trupei finlandeze de succes de metal simfonic Nightwish și ale formație olandeze symphonic gothic/power metal Epica.

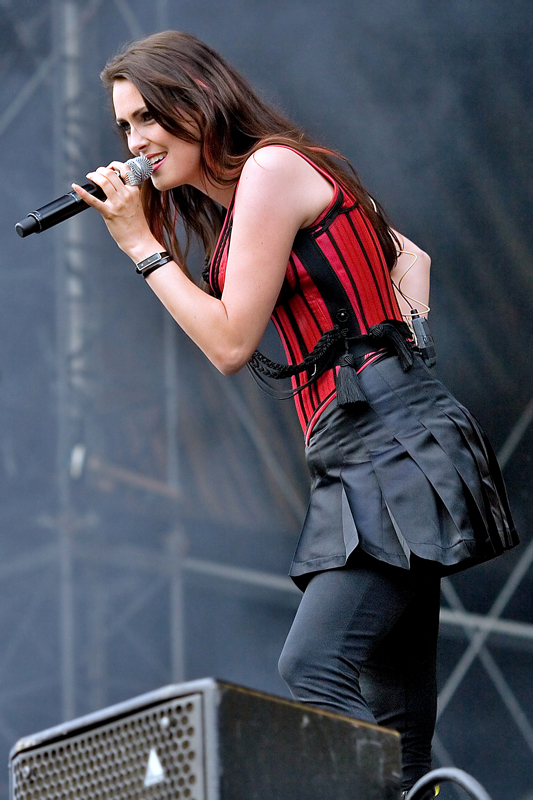
Sharon den Adel de la Within Temptation